# دوقلویی کریستال

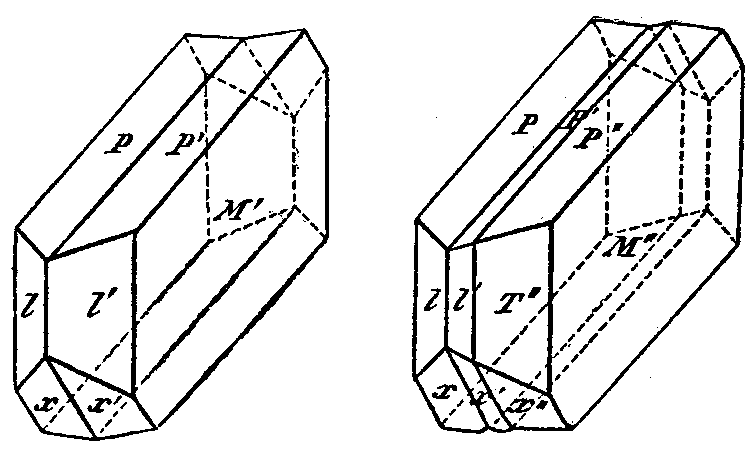
نمودار بلورهای دوقلوی آلبیت. بر روی شکاف کامل تر، که به موازات صفحه اصلی (P) است، یک مجموعه از شیار ریز، به موازات شکاف دوم (M) است.

دوقلویی کریستال زمانی اتفاق می‌افتد که دو کریستال جداگانه برخی از نقاط شبکه کریستالی را به صورت متقارن به اشتراک می‌گذارند. نتیجه رشد دو کریستال جداگانه در چندین شکل خاص است. سطحی که در آن نقاط شبکه در کریستال‌های دوقلویی مشترک هستند، یک سطح ترکیب یا صفحه دوقلویی نامیده می‌شود.
کریستالوگرافیستها کریستالهای دوقلویی را بر پایه چند قاعده دوقلویی دسته‌بندی می‌کنند. این قواعد دوقلویی مختص سیستم کریستالی است. نوع دوقلویی می‌تواند یک ابزار تشخیصی در شناسایی مواد معدنی باشد. دوقلویی یک مکانیسم مهم برای تغییر شکل دائمی در کریستال است.
دوقلویی اغلب می‌تواند در کریستالوگرافی اشعه ایکس مشکل ایجاد کند، زیرا یک کریستال دوقلویی الگوی پراش ساده تولید نمی‌کند.

## قواعد دوقلویی
قواعد دوقلویی یا توسط صفحه‌های دوقلویی خود (یعنی {hkl}) یا با جهت محورهای دوقلویی (یعنی [hkl]) مشخص می‌شوند. اگر قاعده دوقلویی با یک سطح ترکیب صفحه ای ساده مشخص شود، صفحه دوقلویی همیشه موازی با یک وجه کریستال است و هرگز به موازات یک صفحه تقارن موجود نیست (به یاد داشته باشید که دوقلویی تقارن را می‌افزاید).
اگر قاعده دوقلویی یک محور چرخش باشد، سطح ترکیب خلاف رویه خواهد بود، محور دوقلویی عمود بر یک صفحه شبکه خواهد بود، اما هرگز یک محور چرخش با تعداد تقارن زوج، از تقارن موجود نخواهد بود. به عنوان مثال، دوقلویی نمی‌تواند در یک محور تقارن ۲تایی جدید که موازی با محور ۴تایی موجود است، رخ دهد.

### قواعد متداول دوقلویی
در سیستم ایزومتریک، متداول‌ترین انواع دوقلویی‌ها یکی قاعده اسپینل (صفحه دوقلویی، موازی با اکتاهدر) است، [۱۱۱] که در آن محور دوقلویی عمود بر یک وجه هشت وجهی می‌باشد، و دیگری [Iron Cross [001 می‌باشد که تلاقی دو pyritohedron(نوعی دوازده وجهی غیرمنظم مرکب از دو پنج وجهی ) است.
در سیستم شش وجهی ، کلسیت قواعد دوقلویی تماسی {۰۰۰۱} و {۰۱۱۲} را نمایش می‌دهد. کوارتز قاعده برزیل {۱۱۲۰} و قاعده [Dauphiné [۰۰۰۱ را نمایش می‌دهد که دوقلویی نفوذی ناشی از تغییر شکل و قاعده ژاپن {۱۱۲۲} است که غالباً در اثر تصادفات حین رشد ناشی می‌شود.
در سیستم تتراگونال، دوقلویی‌های تماسی حلقوی قابل مشاهده‌ترین نوع دوقلویی هستند، مانند دی اکسید تیتانیوم روتیل و اکسید قلع سوزنی.
در سیستم اورتورمبیک، کریستال‌ها بیشتر بر روی صفحه‌هایی به موازات وجه منشور، دوقلویی ایجاد می‌کنند که متداول‌ترین آن یک دوقلویی {۱۱۰} است که دوقلویی‌هایی حلقوی مانند آراگونیت، کرایزوبریل و کریزیت تولید می‌کند.
در سیستم مونوکلینیک، دوقلویی بیشتر در صفحه‌های {۱۰۰} و {۰۰۱} توسط قاعده {Manebach {001، قاعده کارلسباد [۰۰۱]، قاعده {Braveno {021 در ارتوکلاز، و {Swallow Tail Twins {001 در سنگ گچ رخ می‌دهد.
در سیستم تریکلینیک، متداول‌ترین دوقلویی کریستال‌ها، کانی‌های فلدسپات پلاژیوکلاز و میکروکلین هستند. این مواد معدنی قواعد آلبیت و پریکلین را نمایش می‌دهد.

## انواع دوقلویی

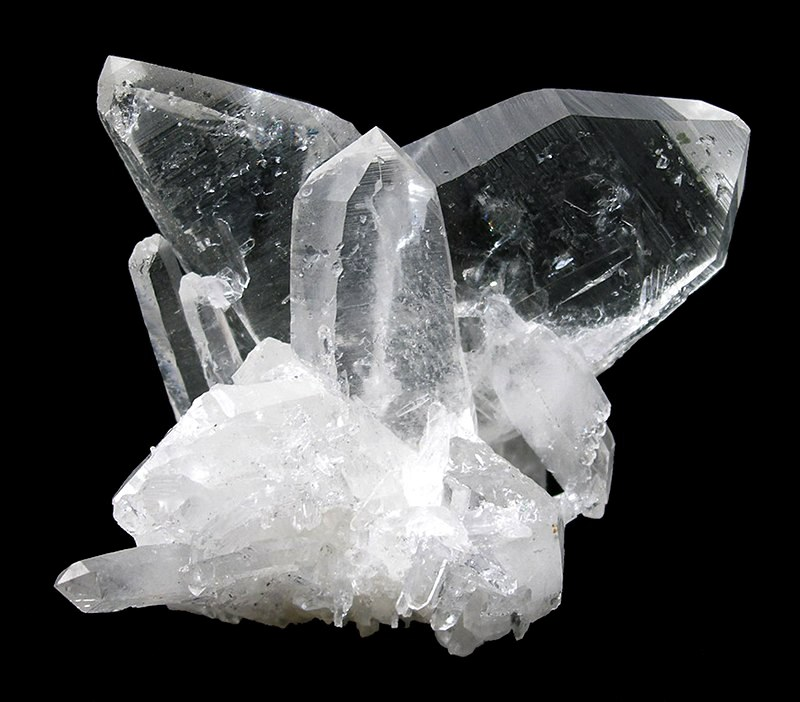
کوارتز - دوقلویی ژاپن

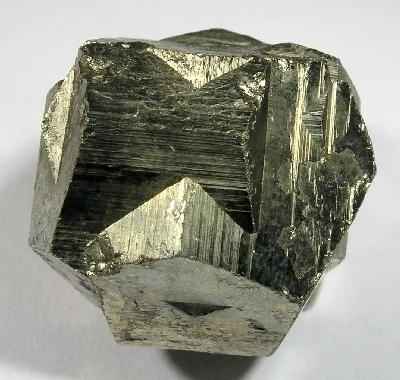
دوقلویی iron cross پیریت

بلورهای ساده دوقلویی ممکن است دوقلویی‌های تماسی یا دوقلویی‌های نفوذی باشند. دوقلویی‌های تماسی یک سطح ترکیب واحد را به اشتراک می‌گذارند که اغلب به عنوان تصاویر متقارن در طول مرز ظاهر می‌شوند. پلاژیوکلاز، کوارتز، گچ و اسپینل غالباً دوقلویی تماسی را نمایش می‌دهند. دوقلویی Merohedral زمانی رخ می‌دهد که شبکه دوقلویی‌های تماسی در سه بعد روی هم قرار گیرند، مانند چرخش نسبی دوقلویی‌ها. نمونه ای از آن متازونریت است. در دوقلویی‌های نفوذی کریستالهای جداگانه ظاهر عبور از یکدیگر را به شکلی متقارن دارند. ارتوکلاز، استورولیت، پیریت و فلوریت غالباً دوقلویی نفوذس را نمایش می‌دهند.

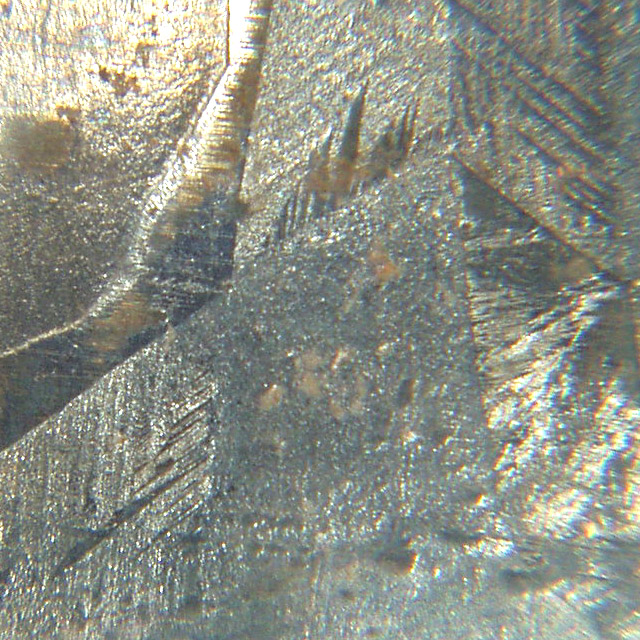
سطح گالوانیزه شده با ویژگی‌های کریستالی ماکروسکوپی. مرزهای دوقلویی به عنوان مرزهای موجود در هر بلور قابل مشاهده است، برجسته‌ترین در پایین سمت چپ و بالا سمت راست.

اگر چندین کریستال دوقلویی با قاعده دوقلویی یکسان تراز شوند، به آنها دوقلویی های متعدد یا مکرر گفته می‌شود. اگر این دوقلویی‌های متعدد به صورت موازی تراز شوند، به آنها دوقلویی‌های پلی سینتیک گفته می‌شوند. هنگامی که چند دوقلویی موازی نباشند، به آنها دوقلویی‌های حلقوی گفته می‌شود. آلبیت، کلسیت و پیریت غالباً دوقلویی‌های پلی سینتیک را نمایش می‌دهند. دوقلویی پلی استنتزیک کم فاصله، اغلب به صورت شیار یا خطوط موازی نازک روی وجه کریستال مشاهده می‌شود. روتیل، آراگونیت، سروسیت و کرایزوبریل اغلب دوقلویی حلقوی را نمایش می‌دهند، به‌طور معمول در یک الگوی تابشی. اما به‌طور کلی، بر اساس رابطه بین محور دوقلویی و صفحه دوقلویی، ۳ نوع دوقلویی وجود دارد:
۱-دوقلویی موازی، هنگامی که محور دوقلویی و صفحه ترکیبی به موازات یکدیگر قرار دارند،
۲-دوقلویی عمودی، هنگامی که صفحه دوقلویی و صفحه ترکیبی به صورت عمود برهم قرار دارند، و
دوقلویی پیچیده، ترکیبی از دوقلویی موازی و دوقلویی عمودی در یک صفحه ترکیبی.

## حالت‌های شکل‌گیری
سه حالت تشکیل بلورهای دوقلویی وجود دارد. دوقلوهایی رشد نتیجه وقفه یا تغییر در شبکه، در حین شکل‌گیری یا رشد، به دلیل تغییر شکل احتمالی ناشی از یک یون جانشینی بزرگتر است. دوقلویی های آنیلینگ یا تغییر شکل نتیجه تغییر در سیستم کریستالی هنگام خنک شدن هستند، به این صورت که یک فرم ناپایدار می‌شود و ساختار کریستال باید دوباره سازمان یافته گردد یا به فرم پایدار دیگری تبدیل شود.دوقلویی‌های سرسره یا تغییر شکل نتیجه تنش روی کریستال پس از تشکیل کریستال است. اگر فلزی با ساختار (fcc)، مانند آلومینیوم، مس، نقره، طلا و غیره تحت تنش قرار بگیرد، دوقلویی به وجود خواهد آمد. تشکیل و مهاجرت مرزهای دوقلویی تا حدودی باعث شکل‌پذیری و قابلیت انعطاف‌پذیری فلزات fcc می‌شود.
دوقلویی تغییر شکل یک نتیجه معمول از دگرگونی منطقه ای است. دوقلویی کریستال در تحقیقات کوهزایی نیز به عنوان شناساننده جهت نیرو در فرایندهای ایجاد کوهستان، به کار می‌رود.
کریستالهایی که در مجاورت یکدیگر رشد می‌کنند ممکن است به گونه ای ردیف شوند که شکلی شبیه به دوقلویی به خود بگیرند. باید توجه داشت که این نوع رشد موازی به سادگی انرژی سیستم را کاهش می‌دهد و دوقلویی نیست.

### مکانیسم‌های شکل‌گیری
دوقلویی می‌تواند با جابجایی مشارکتی اتم‌ها در صفحه مرز دوقلویی اتفاق بیفتد. ضمناً این اتفاق که با جابجایی تعداد زیادی اتم همراه است نیاز به انرژی قابل توجهی نیز دارد؛ بنابراین، تنش تئوری مورد نیاز برای تشکیل یک دوقلویی بسیار زیاد است. اعتقاد بر این است که دوقلویی با حرکت نابجایی در مقیاسی هماهنگ، که برخلاف لغزش می‌باشد همراه است، که در اثر سر خوردن مستقل در چندین مکان در بلور ایجاد می‌شود.
دوقلویی و لغزش مکانیسم‌هایی هستند که برای تغییر شکل بلور با یکدیگر رقابت می‌کنند. هر مکانیسم در سیستمهای کریستالی خاص و تحت شرایط خاص غالب است. در فلزات fcc، لغزش تقریباً همیشه غالب است زیرا تنش مورد نیاز به مراتب کمتر از تنش دوقلویی است.
در قیاس با لغزش، دوقلویی الگویی را در تغییر شکل به وجود می‌آورد که در طبیعت نامتجانس تر است. این تغییر شکل یک شیب محلی در طول ماده و نزدیک تقاطع‌های دوقلویی‌ها و مرزهای دانه ایجاد می‌کند. این شیب تولید شده در تغییر شکل می‌تواند موجب شکست در امتداد مرزها شود، به ویژه در فلزات انتقالی BCC در دماهای کم.

## مرزهای دوقلویی

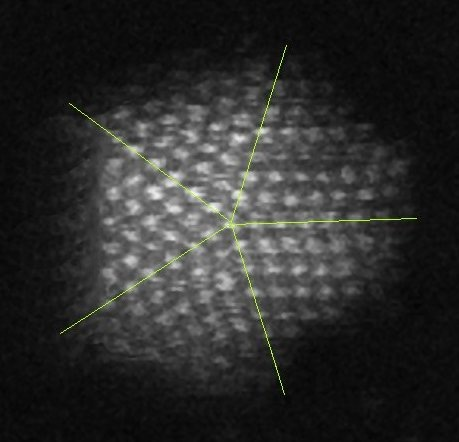
چرخش پنج‌گانه در نانوذرات طلا (میکروگراف الکترونی).

مرزهای دوقلوی وقتی اتفاق می‌افتند که دو کریستال از یک نوع در هم تنیده می‌شوند به‌طوری که فقط ناهمخوانی جزئی در جهت بین آنها وجود دارد. این پیوند کاملاً متقارن است و اکثر اوقات یک کریستال با دیگری متقارن است. همچنین، اتم‌ها بین دو کریستال در فواصلی منظم به اشتراک گذاشته شده‌اند. این همچنین پیوندی بسیار کم انرژی تر از مرزهای دانه است که هنگامی شکل می‌گیرد که بلورهایی در جهت‌گیری‌های دلخواه همراه یکدیگر رشد می‌کنند. مرزهای دوقلویی نیز ممکن است درجه تقارن بالاتری را نسبت به بلور واحد نشان دهند. به این دوقلویی‌ها دوقلویی‌های تقلیدی یا شبه متقارن گفته می‌شود.

### ظهور در ساختارهای مختلف
از بین سه ساختار کریستالی متداول bcc، fcc و hcp، ساختار hcp بیشترین احتمال را برای تشکیل دوقلویی‌های تغییر شکل در هنگام کرنش دارد، زیرا به ندرت تعداد کافی از سیستمهای لغزش برای تغییر شکل دلخواه دارند. نرخ کرنش بالا، انرژی کم در شکاف و درجه حرارت پایین دوقلویی تغییر شکل را تسهیل می‌کند.

## مطالعه بیشتر
Hurlbut, Cornelius S.; Klein, Cornelis, 1985, Manual of Mineralogy, 20th ed., شابک ‎۰−۴۷۱−۸۰۵۸۰−۷